# José Vitorino Damásio
José Vitorino Damásio CvTE (Vila da Feira, 2 de Novembro de 1806 - Lisboa, 19 de Outubro de 1875) foi engenheiro, professor da Academia Politécnica do Porto, director do Instituto Industrial de Lisboa e fundador da Associação Industrial Portuense, hoje Associação Empresarial de Portugal, em Portugal.

## Biografia

### Nascimento e formação
José Vitorino Damásio nasceu em 2 de Novembro de 1806, na vila de Santa Maria da Feira. Depois de fazer os estudos primários e secundários, inscreveu-se na Universidade do Porto no ano lectivo de 1826 para 1827, em matemática e filosofia.

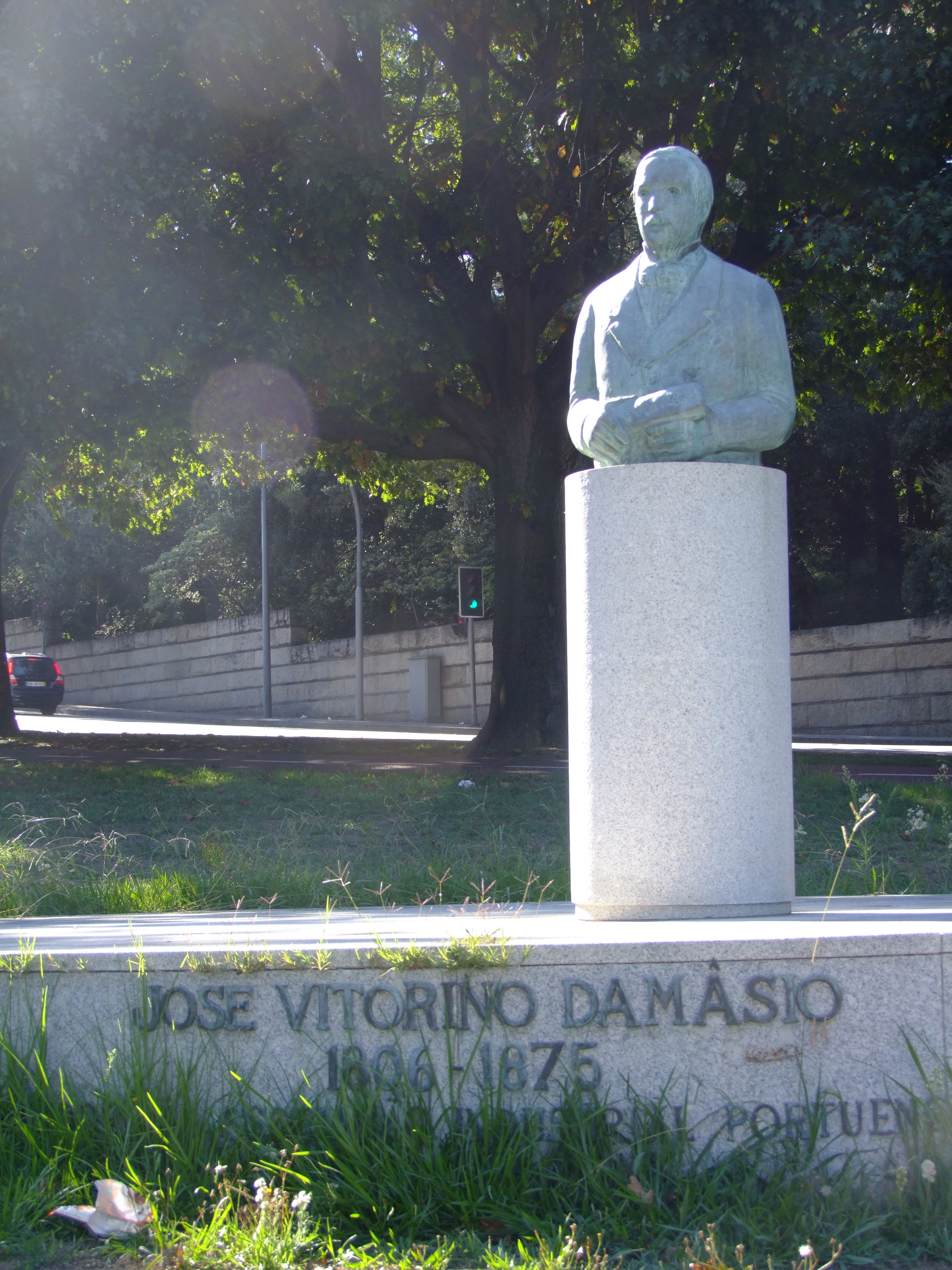
Busto de José Vitorino Damásio em Lordelo do Ouro.

### Carreira profissional e militar
Quando estava no segundo ano da universidade, em 1828, alistou-se no Batalhão dos Voluntários Académicos, que combateu pela causa liberal durante a Guerra Civil Portuguesa. No entanto, as forças liberais foram derrotadas na Belfastada, levando ao exílio de D. Pedro para o Arquipélago dos Açores, enquanto que José Vitorino Damásio fugiu primeiro para a Galiza e Plymouth[carece de fontes?], acabando por ir também para os Açores. Participou nas operações de ocupação das ilhas do Pico, São Jorge e São Miguel.[carece de fontes?]
Em 1832, participou no Desembarque do Mindelo como 2.º tenente de Artilharia,[carece de fontes?] durante o Cerco do Porto. Quando terminou a guerra, José Damásio voltou para a universidade para concluir o curso.
Iniciou a sua carreira profissional como docente na Academia Politécnica do Porto, onde ministrou, de 1838 a 1851, várias cadeiras da área de Engenharia, Estabilidade, Construção de Máquinas a Vapor e Hidráulica.[carece de fontes?] Em 1846, regressou à carreira militar, tendo sido promovido a chefe do Estado-Maior General, e nomeado para participar em várias missões no Norte de Portugal. Regressou depois à vida civil, tendo sido um dos fundadores da Associação Industrial Portuense, em 1848, e do jornal O Industrial Portuense. Foi posteriormente o terceiro presidente daquela associação.[carece de fontes?]
Foi depois para Lisboa, onde ocupou as posições de reitor no Instituto Industrial e de director na Companhia das Águas. Integrou-se também na Direcção-Geral dos Telégrafos, onde foi um dos pioneiros da telegrafia eléctrica no país. Foi um dos primeiros defensores das escolas industriais em Portugal, onde começaram a surgir na Década de 1880. Em sua honra, o nome de Victorino Damasio foi colocado na Escola de Desenho Industrial em Torres Novas, que foi depois transferida para a cidade de Lagos.
Foi engenheiro-director das Obras Públicas do distrito, onde, entre outras obras, se encarregou da construção da estrada do Alto da Bandeira aos Carvalhos, empregando ali o sistema de cilindragem concebido pelo engenheiro francês Antoine-Rémy Polonceau, que era desconhecido em Portugal.[carece de fontes?]
Como engenheiro, participou principalmente nas obras públicas, tendo introduzido em Portugal o sistema da cilindragem. Também foi responsável pela descoberta de que o ferro fibroso ficava num estado granulado após uma explosão instantânea, o que foi de grande utilidade na investigação após a explosão de uma caldeira a vapor. Em 1852, José Vitorino Damásio foi nomeado para a Comissão Central de Pesos e Medidas, destinada a implementar o sistema métrico decimal em Portugal, e para a comissão encarregada de fiscalizar a construção de máquinas a vapor. Em 1855, foi encarregado pelo governo do Duque de Saldanha de se deslocar à Exposição Universal de Paris, a fim de estudar os desenvolvimentos feitos no estrangeiro, na área dos caminhos-de-ferro.[carece de fontes?]
Vitorino Damásio fundou, com Faria Guimarães, a Fundição do Bolhão, introduzindo a indústria do fabrico da louça de ferro fundido esmaltada e estanhada a banho.[carece de fontes?]
Antes de falecer, ainda escreveu um livro de memórias.

### Falecimento
José Vitorino Damásio faleceu na cidade de Lisboa, em 19 de Outubro de 1875.

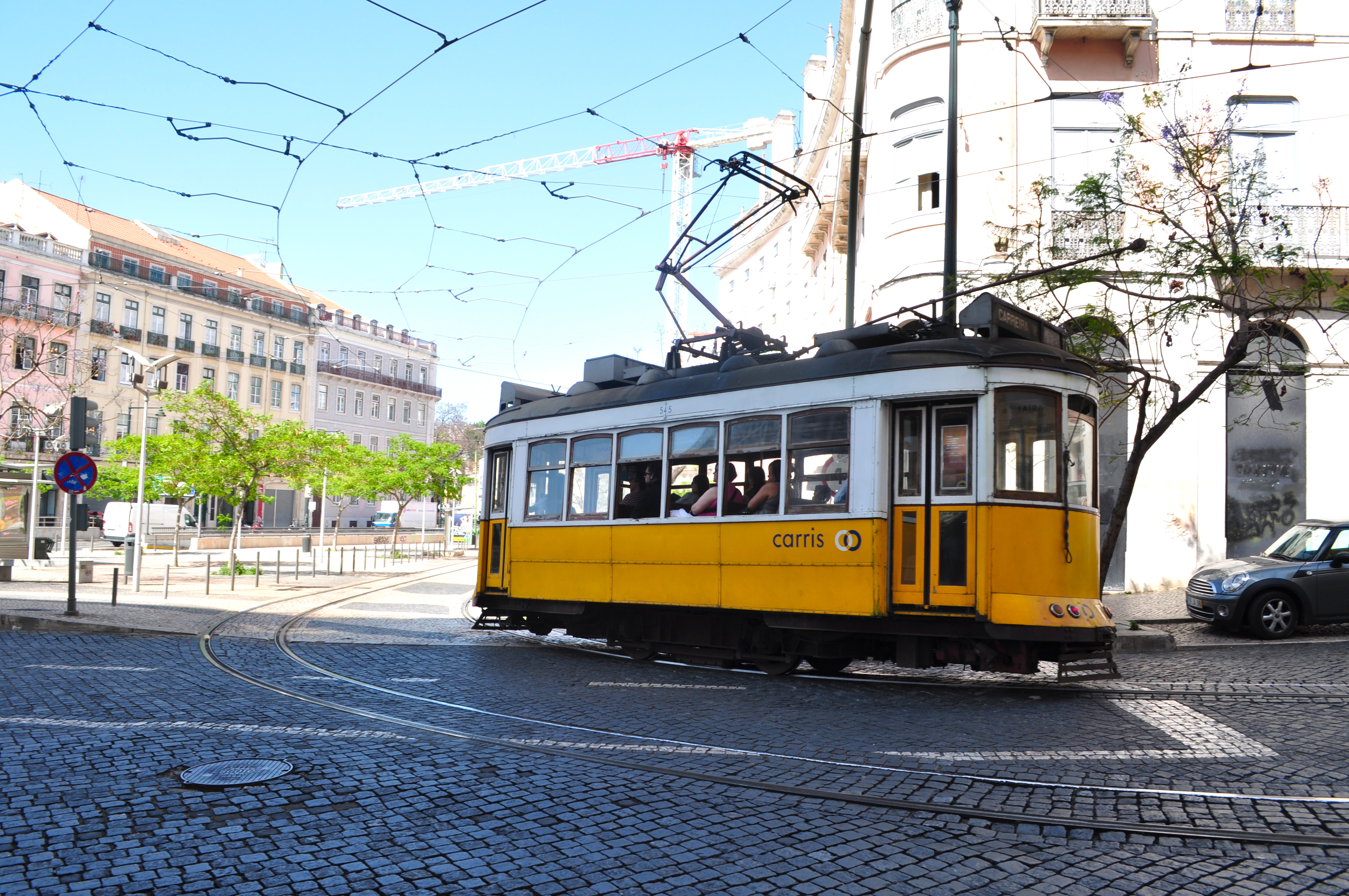
Largo Vitorino Damásio, em Lisboa.

## Homenagens
José Vitorino Damásio foi honrado com os graus de comendador na Ordem Militar de Avis e cavaleiro na Ordem Militar da Torre e Espada, do Valor, Lealdade e Mérito por actos de valentia em combate durante o Cerco do Porto.[carece de fontes?] O seu nome foi colocado em arruamentos do Porto, Lisboa, Odivelas e Santa Maria da Feira.